# ОдАЗ-9770
ОдАЗ-9770 — советский и украинский двухосный полуприцеп-фургон, выпускаемый на Одесском автосборочном заводе с 1976 по 1997 год, параллельно с ОдАЗ-9370. Основной тягач — КамАЗ-5410 того же типоразмера.

## Особенности
ОдАЗ-9770 представляет собой полуприцеп, очень похожий на ОдАЗ-9370, но с кузовом фургон. Транспортное средство предназначается для перевозки грузов, которые требуется защитить от известкового налёта.
Полуприцеп оснащался рабочей и стояночной тормозными системами барабанного типа, причём первая — с пневмоприводом, последняя — с механическим приводом. Подвеска транспортного средства балансирная, с реактивными штангами. К лонжеронам рамы добавлено опорное устройство — передняя опора, действующая при расцепке.